# Ponte Coperto
Le Ponte Coperto (« Pont couvert », également nommé Ponte Vecchio, « Pont vieux ») est un pont en arc couvert au-dessus du Tessin à Pavie, en Italie. Construit entre 1949 et 1951, son architecture est inspirée de celle du pont médiéval datant du XIVe siècle effondré en 1947. Le Ponte Coperto était, jusqu'au XIXe siècle, le seul pont en brique sur le Tessin, depuis le Lac Majeur jusqu'à son confluent avec le Pô.

## Description
Le Ponte Coperto relie le centre historique de Pavie, sur la rive gauche du Tessin, au quartier du Borgo Ticino sur la rive droite, plus périphérique et situé à l'origine en dehors de l'enceinte de la ville.
Le pont est construit sur cinq arches et est complètement couvert. Ses deux extrémités comportent chacune une porte ; en son milieu, il abrite une chapelle.

## Histoire

### Pont romain
À l'époque préromaine, le Tessin se jetait dans la vallée du Pô en contrebas de l'endroit où se trouve aujourd'hui le pont. Au confluent des deux fleuves, en territoire alors contrôlé par des populations de la culture de Golasecca, vers 600 av. J.-C., selon Tite-Live, le prince celtique Bellovesos vainquit les Étrusques et, après s'être installé sur ce territoire avec son peuple, fonda alors, plus au nord, la ville de Milan.
En 218 av. J.-C., alors que le point de rencontre entre le Tessin et le Pô s'était déplacé de plusieurs kilomètres en aval, les Romains, menés par Publius Cornelius Scipion, jetèrent un pont sur le Tessin, là où se trouve aujourd'hui Pavie, qu'ils détruisirent après la défaite subie par Hannibal, en la bataille du Tessin.
À l'époque romaine, l'antique cité de Ticinum (ancien nom de Pavie) possède un premier pont traversant le Tessin à la hauteur du Ponte Coperto actuel. Les restes de ce pont, la base du pilier central en trachyte des monts Euganéens, sont visibles lorsque le niveau de l'eau est bas. La direction de ce pilier (ouest-nord-ouest) est légèrement décalée par rapport à celle des ponts ultérieurs, indiquant une direction légèrement différente du courant à cette époque. Un autre pilier était visible sur la rive gauche, mais a été enseveli. La construction du pont romain date de l'époque d'Auguste.

### Pont médiéval
Le pont romain a continué à fonctionner même au début du Moyen Âge et a été restauré en 860 par l'empereur Louis le Germanique, qui a ordonné aux vassaux dépendant de l'abbaye de Bobbio de venir à Pavie pour participer aux travaux. Au Moyen Âge (puis à l'époque moderne, jusqu'à l'avènement du chemin de fer), le pont était très important car c'était un point nodal à l'intersection de deux itinéraires commerciaux fondamentaux pour toute la vallée du Pô : la route fluviale, à travers laquelle il était possible d'atteindre l'Adriatique et Venise et la route "Lombardie" qui, traversant le pont couvert, reliait Gênes à Milan.
Le pont médiéval est reconstruit en 1351 sur les ruines du pont romain, sous la direction de Giovanni da Ferrara et de Jacopo da Cozzo. Achevé en 1354, il est entièrement couvert et repose sur dix arches irrégulières ; il possède deux tours aux extrémités pour la défense de la ville. Ce pont est dépeint dans une fresque de Bernardino Lanzani datant de 1524 à l'intérieur de la basilique San Teodoro de Pavie, mais avec seulement six arches. 
Pendant l'occupation espagnole de Pavie, lors de la construction des fortifications au XVIIe siècle, la première arche et demi du côté de la ville et la première arche de la rive droite sont incluses dans les remparts et donc fermées. Une chapelle est rajoutée au centre du pont au XVIIIe siècle, en l'honneur de Jean Népomucène. En 1822, un portail est construit à l'entrée de la vieille ville, érigé par Carlo Amati.

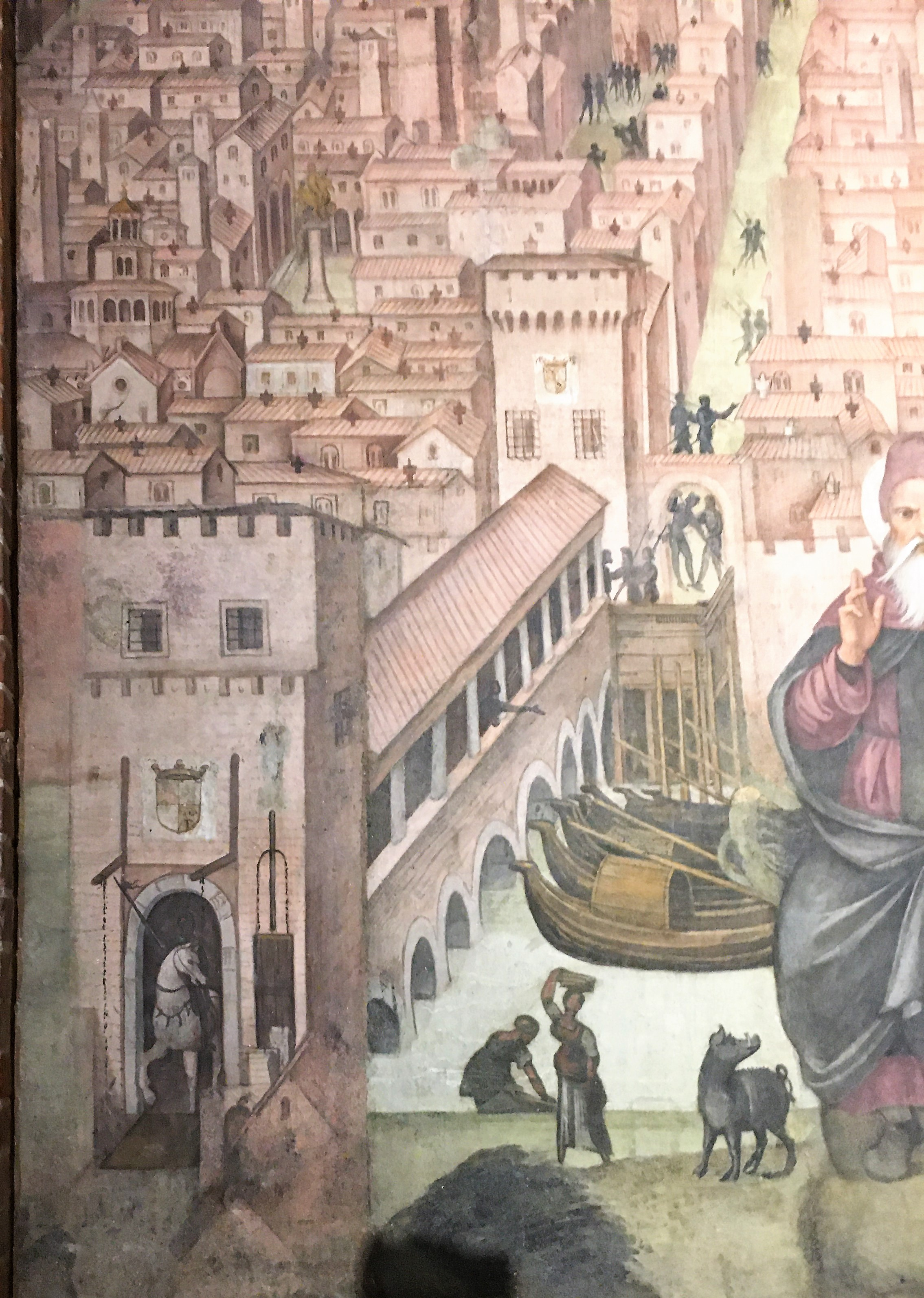
Comment le pont devait initialement apparaître, Bernardino Lanzani, Saint Antoine le Grand protège Pavie pendant le siège de 1522, Pavie, Église San Teodoro.

En septembre 1944, pendant la Seconde Guerre mondiale, les bombardements des forces alliées endommagent le pont. À la fin de la guerre, le débat se porte sur la nécessité de démolir le pont ou de le reconstruire. Ce débat s'achève en 1947 avec l'effondrement partiel du pont. En février 1948, il est démoli à la dynamite.
Des restes du pont sont visibles lorsque le niveau du Tessin est bas ; la base du portail sur la rive gauche est également visible.

### Pont contemporain
La construction du pont actuel est entreprise en 1949 et achevée en 1951. Il est construit à 30 mètres en aval du pont médiéval. Sa structure reproduit celle de ce dernier. Toutefois, ses arches sont plus larges et moins nombreuses ; il est également un peu plus court.
En 2005, à l'occasion du 50e anniversaire de la mort d'Albert Einstein, au milieu du pont, a été placée une plaque avec ces mots : Die schöne Brücke in Pavia habe ich oft gedacht (« J'ai souvent pensé au beau pont de Pavie »), qui se réfère à une déclaration d'enregistrement écrit par le grand savant dans une lettre de 1947, adressée à une amie italienne et qu'il faisait allusion à la période qu'il a passé à quinze ans, à Pavie. La famille Einstein avait déménagé en 1894 de l'Allemagne, d'abord à Milan (Via Bigli, 21), puis à Pavie (Via Ugo Foscolo, 11 - Maison Cornazzani) où il a passé environ un an.